# Union sportive Souf
 (mai 2023).
Si vous disposez d'ouvrages ou d'articles de référence ou si vous connaissez des sites web de qualité traitant du thème abordé ici, merci de compléter l'article en donnant les références utiles à sa vérifiabilité et en les liant à la section « Notes et références ».
Maillots
Actualités
Dernière mise à jour : 20 septembre 2023.
L'Union Sportive du Souf (en arabe : الاتحاد الرياضي السوفي), plus couramment abrégé en US Souf ou encore en USS, est un club algérien de football créé en 1967 et basé dans la ville d'El Oued.

## Histoire
Le club créé dans les années 1960 porte le nom de la région d'El Oued, dite El Oued Souf, région saharienne du sud-est de l'Algérie. L'US Souf a évolué en division régionale jusqu'en 2017 avant de dépasser les autres clubs de la région, l'Olympique El Oued, le NT Souf et l'IRB Robbah.
Il accède en Ligue 1 Mobilis le 16 mai 2023 en s'imposant sur le score de 2-0 face à la JSM Skikda,. La saison suivante, le club ne parvient pas à se maintenir en D1 algérienne et se voit relégué très tôt de la compétition.

## Bilan sportif

### Palmarès
| Compétitions nationales                                                                             |
| --------------------------------------------------------------------------------------------------- |
| - Ligue 2 (1) - Champion Gr. Est : 2022/2023 - Inter-Régions (1) - Champion Gr. Sud-Est : 2021/2022 |

## Parcours

### Classement en championnat par année
Le classement en championnat par année est le suivant:
- 1967-68 : D?
- 1968-69 : D?
- 1969-70 : D?
- 1970-71 : D?
- 1971-72 : D?
- 1972-73 : D?
- 1973-74 : D?
- 1974-75 : D?
- 1975-76 : D?
- 1976-77 : D?
- 1977-78 : D?
- 1978-79 : D?
- 1979-80 : D?
- 1980-81 : D?
- 1981-82 : D?
- 1982-83 : D?
- 1983-84 : D?
- 1984-85 : D?
- 1985-86 : D?
- 1986-87 : D?
- 1987-88 : D?
- 1988-89 : D?
- 1989-90 : D?
- 1990-91 : D?
- 1991-92 : D?
- 1992-93 : D?
- 1993-94 : D?
- 1994-95 : D?
- 1995-96 : D?
- 1996-97 : D?
- 1997-98 : D?
- 1998-99 : D?
- 1999-00 : D?
- 2000-01 : D?
- 2001-02 : D?
- 2002-03 : D?
- 2003-04 : D?
- 2004-05 : D?
- 2005-06 : D?
- 2006-07 : D?
- 2007-08 : D?
- 2008-09 : D?
- 2009-10 : D?
- 2010-11 : D6, R2 Gr.A Ouargla, ?e
- 2011-12 : D6, R2 Gr.A Ouargla, 1re
- 2012-13 : D5, R1 Gr.B Ouargla, 15e
- 2013-14 : D5, R1 Gr.B Ouargla, 6e
- 2014-15 : D5, R1 Gr.B Ouargla, 6e
- 2015-16 : D5, R1 Gr.B Ouargla, ?e
- 2016-17 : D5, R1 Gr.B Ouargla, 1re
- 2017-18 : D4, Inter-Région Est 7e
- 2018-19 : D4, Inter-Région Centre-Est 2e
- 2019-20 : D4, Inter-Régions Sud-Est, 1re
- 2020-21 : D4, Inter-Régions Sud-Est, 1re
- 2021-22: Inter-Régions Sud-Est, 1re
- 2022-23: Ligue 2 Est, 1re
- 2023-24: Ligue 1, 16e
- 2024-25: Ligue 2 Centre-Est, 16e
- 2025-26: D3, Inter-régions Sud-est, e

## Personnalités du club

### Effectif professionnel actuel
Mise à jour:5 février 2024

### Logos et couleurs
Depuis la fondation du club, ses couleurs sont le Bleu et le Blanc.

Ancien logo du club
Logo actuel du club